# Distoplectron gerstaeckeri
Distoplectron gerstaeckeri is een insect uit de familie van de mierenleeuwen (Myrmeleontidae), die tot de orde netvleugeligen (Neuroptera) behoort. 
Distoplectron gerstaeckeri is voor het eerst wetenschappelijk beschreven door Esben-Petersen in 1918.